# 禅昌寺駅
禅昌寺駅（ぜんしょうじえき）は、岐阜県下呂市萩原町中呂にある、東海旅客鉄道（JR東海）高山本線の駅である。
2023年のダイヤ改正まで、始発の岐阜行と最終の高山行は当駅を通過していた。

## 歴史
- 1931年（昭和6年）5月9日：高山線（1934年に高山本線へ改称）下呂 - 飛騨萩原間延伸により開業[1]。旅客及び貨物の取扱を開始[2]。
  - 当初は当駅設置の予定がなかったが、地元の寄付による請願駅として設置された[3]。
- 1959年（昭和34年）10月15日：貨物の取扱を廃止[2]。
- 1962年（昭和37年）4月1日：荷物扱い廃止[4]。旅客のみを取り扱う駅員無配置駅となる[5]。
- 1966年（昭和41年）10月1日：行き違い設備が完成し、使用開始[6]。1968年の列車集中制御装置（CTC）導入まで運転助役のみ配置[7]。
- 1987年（昭和62年）4月1日：国鉄分割民営化により、東海旅客鉄道の駅となる[2]。
- 1997年（平成9年）：簡易駅舎に改築[1]。

## 駅構造

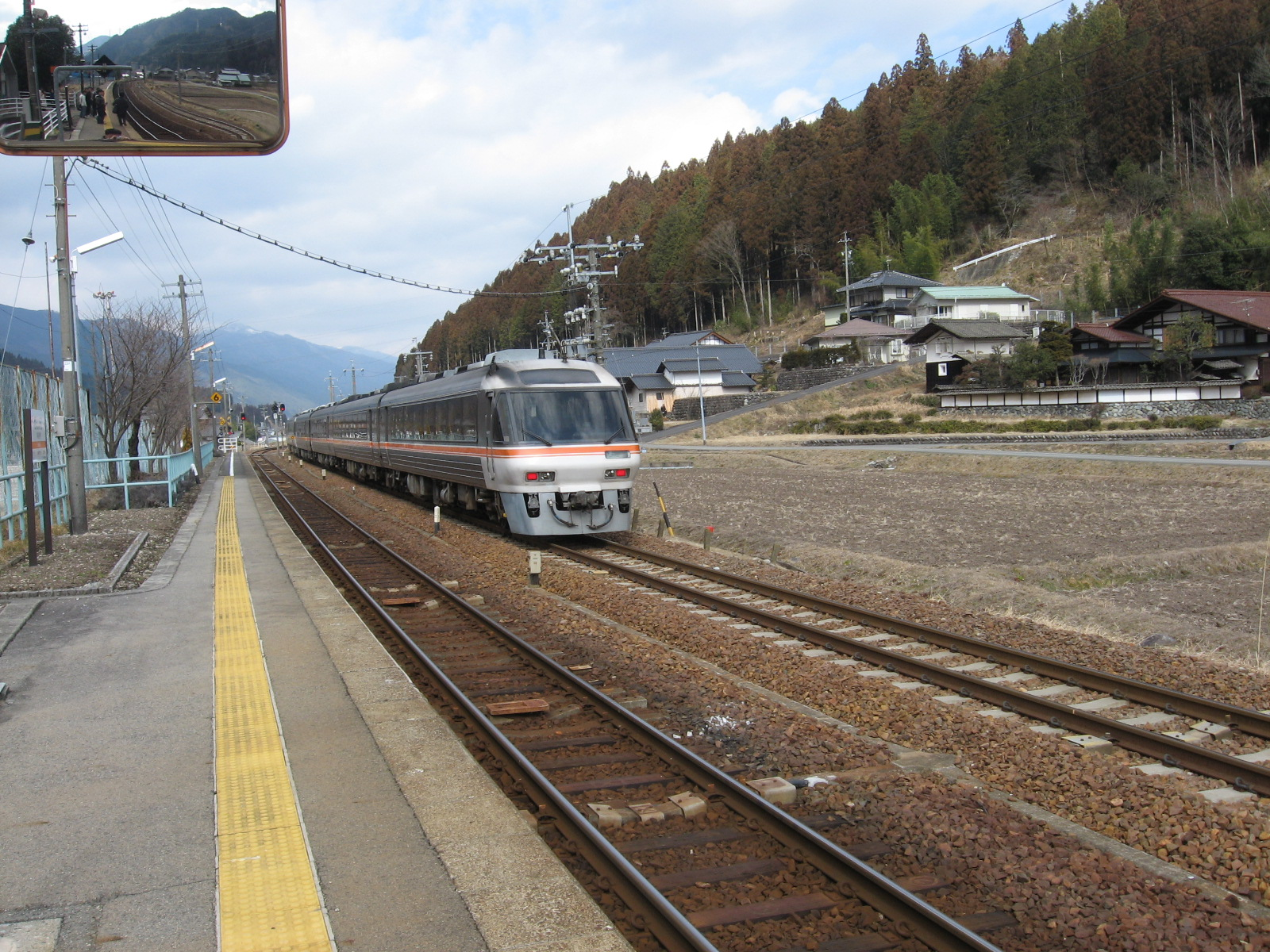
ホーム

地上駅で簡易駅舎がある。駅舎および駅前に便所はない。下呂駅管理の無人駅。
1面2線の構造で列車交換は可能だが、ホームは待避線にしかなく、本線は通過線となっているため、乗降設備としては単式ホーム1面1線ということになる。よって、特急列車通過待ちによる普通列車の停車はあるが、普通列車同士の交換はない。
特急列車が通過する際は上り下り共にホームと反対側の線（通過線）を走る。
なお、交換設備は1967年度 - 1969年度に実施された高山本線全体の総合的な輸送改善計画に先立って、1966年に設置された。

## 駅周辺

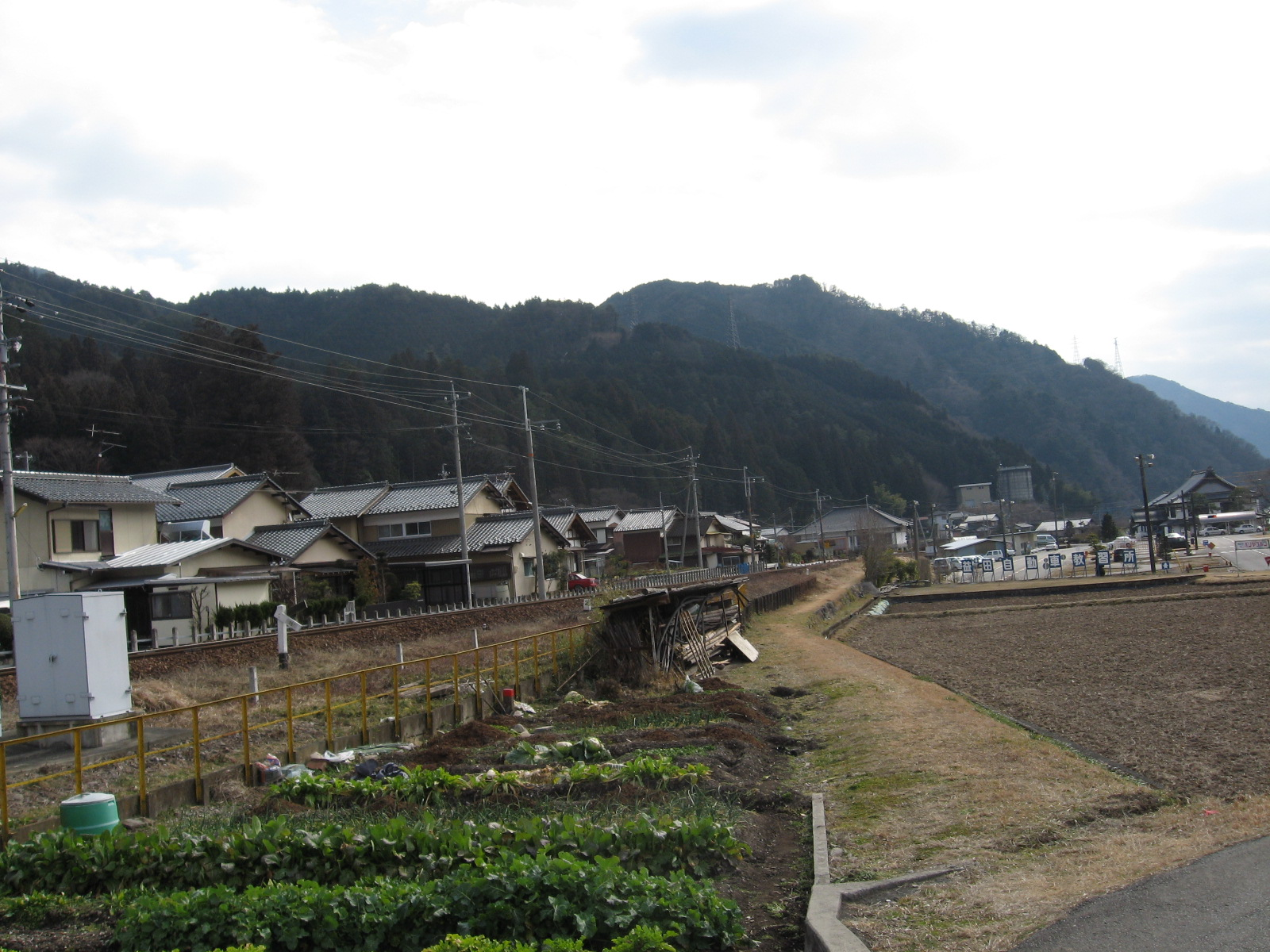
駅周辺

- 禅昌寺（郡内の禅寺の総本寺で天下十刹のひとつ）
- 中呂発電所
- 中呂郵便局
- 益田自動車教習所
- 円通橋
- はぎわら大橋
- 萩原南部体育館
- 国道41号
- 飛騨川（益田川）

## 隣の駅
東海旅客鉄道（JR東海）
CG 高山本線
下呂駅 (CG16) - 禅昌寺駅 - 飛騨萩原駅